# Eric Paterson
Eric Evan Paterson, född 11 september 1929 i Edmonton, död 14 januari 2014 i Sherwood Park, var en kanadensisk ishockeyspelare.
Paterson blev olympisk guldmedaljör i ishockey vid vinterspelen 1952 i Oslo.